# ¿Dónde están los ladrones?
¿Dónde están los ladrones? es el cuarto álbum de estudio de la cantante colombiana Shakira, lanzado el 29 de septiembre de 1998 por Sony Music Colombia. Después de alcanzar el éxito en América Latina con su debut en un sello importante, Pies Descalzos (1995), Shakira conoció al productor Emilio Estefan, quien identificó su potencial para entrar en el mercado latino de Estados Unidos y se convirtió en su mánager. Como coproductora, Shakira contó con la participación de su anterior colaborador Luis Fernando Ochoa, Pablo Flores, Javier Garza, Lester Méndez y Estefan, quienes fueron los productores ejecutivos. ¿Dónde están los ladrones? incorpora estilos de pop latino, con influencias del rock en español y la música de Oriente Medio.
Tras su lanzamiento, el álbum recibió reseñas positivas de la crítica musical, que elogió su sonido y letra. Un periodista la comparó con Alanis Morissette. Comercialmente, vendió más de un millón de copias en su primer mes. Además, alcanzó el puesto 131 en el Billboard 200 de EE. UU. y encabezó las listas de Billboard Top Latin y Latin Pop Albums. Además, recibió numerosas certificaciones discográficas en varios países, incluyendo un disco de platino en Estados Unidos y un triple platino en Colombia, su país natal. Obtuvo varios galardones y fue nominado a mejor interpretación de rock latino/alternativo en la 41.ª edición de los Premios Grammy. En 2020, ocupó el puesto número 496 en la lista de los 500 mejores álbumes de todos los tiempos según la revista Rolling Stone.
Se lanzaron seis sencillos del álbum. «Ciega, sordomuda», el primero, alcanzó la cima de las listas de éxitos de Billboard Hot Latin Songs y Latin Pop Songs, y también alcanzó el número uno en las listas de países de Centroamérica y Venezuela. Los sencillos posteriores, «Tú», «Inevitable», «No creo», «Ojos así» y «Moscas en la casa», se ubicaron entre los treinta y los diez primeros puestos de las listas, respectivamente. El álbum se promocionó mediante varias presentaciones televisadas, incluyendo su debut en la televisión estadounidense en The Rosie O'Donnell Show. Con el fin de seguir promocionándolo, junto con su siguiente lanzamiento, MTV Unplugged, Shakira se embarcó en el Tour Anfibio, que visitó América del Norte y del Sur a lo largo del año 2000.

## Antecedentes y desarrollo

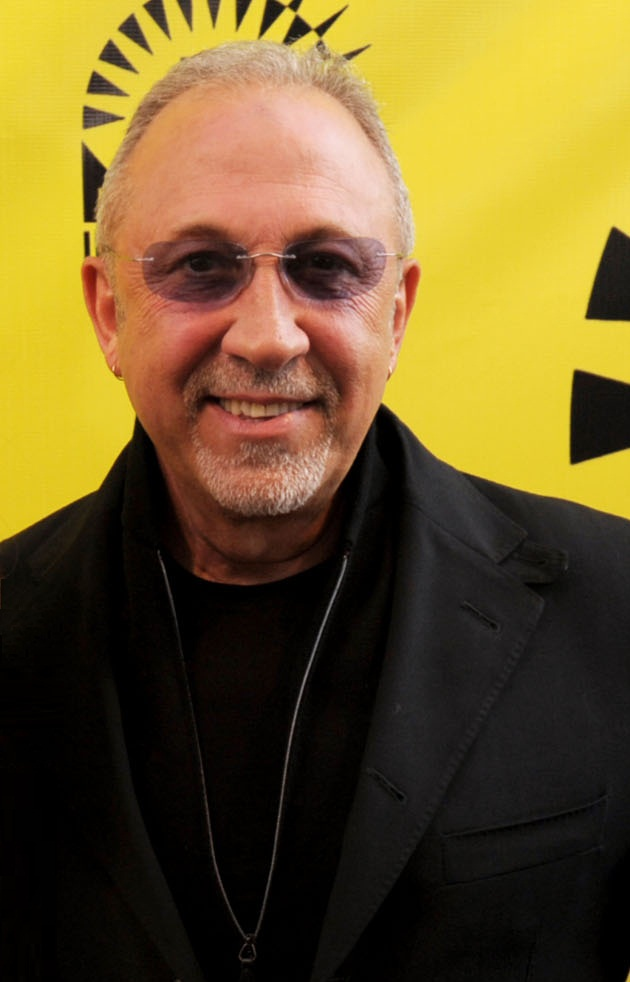
Emilio Estefan se convirtió en el mánager de Shakira durante el desarrollo del álbum y también ejerció de productor ejecutivo.

Después de saltar a la fama con el éxito de su debut en una gran discográfica, Pies descalzos (1995), Shakira fue presentada a Emilio Estefan, el productor más importante del mercado hispano en ese momento, por su promotor y amigo de toda la vida, Jairo Martínez. Estefan era conocido por haber lanzado las carreras de varios cantantes hispanos, entre ellos Enrique Iglesias, Thalía y su esposa Gloria Estefan. Decidió trabajar con Shakira al identificar su potencial para abrirse camino en el mercado latino estadounidense. Una de las preocupaciones de Shakira al trabajar con Estefan era el control creativo sobre su música. Antes de firmar el contrato, se definieron las funciones y responsabilidades: Estefan sería su mánager y productor ejecutivo, pero ella se encargaría de todo el material y los arreglos y tendría la última palabra sobre sus discos. Más tarde, dijo sobre Estefan: «Me respetaba mucho como artista y confiaba plenamente en mí para este proyecto».  Desde entonces, comenzaron a trabajar en los estudios Crescent Moon de Estefan en Miami.
Shakira era consciente de que muchos juzgarían su cuarto álbum, debido a la etiqueta de «fenómeno» que se le había atribuido recientemente. Sabía que algunos dirían que «había cambiado demasiado» y otros la reprocharían si seguía siendo la misma. «Lo único que podía hacer era ser yo misma. Comprendí que lo único que tenía que hacer era escribir la música que sabía escribir y escribir desde el corazón cuando me sintiera impulsada a hacerlo. De esa manera, todo se desarrolló de forma natural, más de lo que podría haber imaginado», afirmó. Además, Shakira insistió en la perfección, trabajando en el material hasta el agotamiento. «Hice dos o tres maquetas de cada canción. Me convertí en una persona tan exigente conmigo misma que no paraba hasta que la canción me ponía los pelos de punta». El equipo utilizado para la grabación de incluía amplificadores antiguos para conseguir un mejor sonido, un micrófono alemán de 40 años de antigüedad y varias innovaciones en las mezclas instrumentales. La producción de ¿Dónde están los ladrones? llevó nueve meses, más que sus discos anteriores, ya que en este álbum trabajó más gente. Shakira comentó: «Para mí es un tiempo normal, el período de gestación de un bebé. Pero mucha gente me señala con el dedo y me dice que el próximo no puede tardar tanto...».

## Título y portada

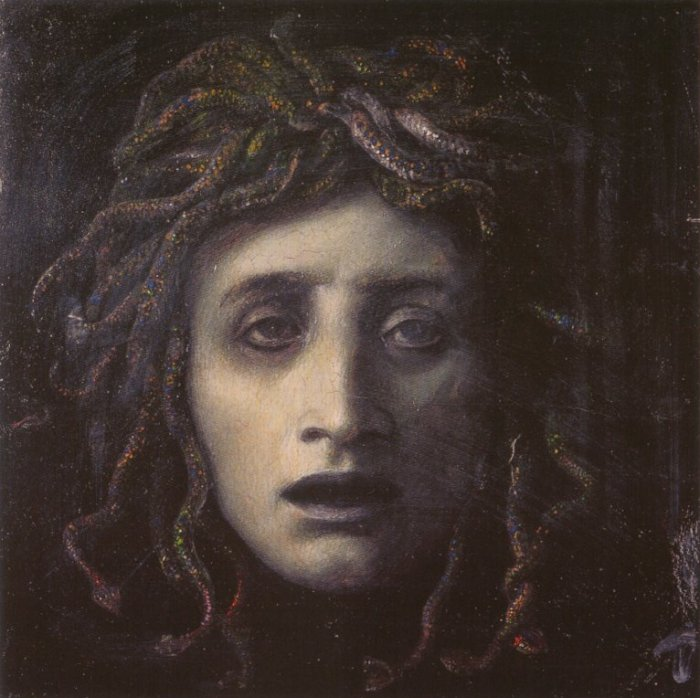
El cabello de Shakira en la portada del álbum fue comparado con el de Medusa.

El título del álbum se inspiró en uno de los viajes de Shakira a la capital de su país natal, Colombia. En el Aeropuerto Internacional El Dorado de Bogotá, tras finalizar su Tour Pies Descalzos, le robaron parte de su equipaje, incluido un maletín que contenía todas las letras en las que Shakira había estado trabajando para el álbum. Shakira comentó: «Lo peor de todo fue que no podía recordarlas debido al bloqueo mental que puede causar una experiencia tan traumática como el robo de un objeto tan personal». Los sentimientos de impotencia y vacío se apoderaron de Shakira con tal violencia que durante un par de días y noches no pensó en nada más que en las personas que le habían robado su material. No podía dejar de pensar en ellos: «¿Quiénes son? ¿Qué buscan? ¿Dónde están?». Buscó una razón detrás del robo de sus canciones. «Llegué a la conclusión de que hay todo tipo de ladrones. Un ladrón no es solo una persona que se lleva un objeto físico que no le pertenece. Hay ladrones que roban sentimientos, espacio, tiempo, sueños, derechos», explicó.
El título del álbum también se convierte en una referencia a la corrupción política y la desconfianza social generalizada que impera en la sociedad colombiana contemporánea. La portada del álbum muestra una foto de ella, con las palmas de las manos cubiertas de hollín, con las manos sucias. Shakira explicó la portada diciendo: «Desde ese punto de vista, todos hemos robado en algún momento, yo incluida. Las manos sucias [en la portada de su álbum] representan la culpa compartida. Nadie está completamente limpio, al final todos somos cómplices». En consonancia con su sonido cada vez más roquero, para este álbum se dejó el pelo suelto y despeinado y lo llenó de pequeñas trenzas de colores, pareciendo una «Medusa moderna», según la biógrafa Ximena Diego.  Tras el éxito comercial del álbum, chicas de varios países copiaron el estilo de Shakira, trenzándose el pelo de colores y llevando pulseras de la amistad.

## Composición
| "Para mí, cantar sobre las manifestaciones del amor es inevitable. Esa maravillosa sensación que nos seduce hasta dejarnos hipnotizados, como en «Ciega sordomuda», o nos obliga a renunciar a todo, como en «Tú», nos hace creer solo en la persona que amamos, como en «No creo», nos dificulta olvidar, como en «Sombra de ti»... Pero mis canciones también incluyen opiniones sociales. Es el caso de «Octavo día» y «¿Dónde están los ladrones?», que, con una dosis de humor o ironía, cuestionan ciertas actitudes que vemos con frecuencia». |

¿Dónde están los ladrones? combina los estilos pop latino y rock en español. El álbum comienza con «Ciega, sordomuda», una canción con trompetas típicas mexicanas sobre un loop de disco dance y una guitarra eléctrica. La segunda canción, «Si Te Vas», describe en su letra a una Shakira enfadada que le dice a su amante: «Si me cambias por esa bruja, pedazo de cuero, no vuelvas nunca más, que no estaré aquí». La siguiente canción, «Moscas en la casa», se inspiró en la conflictiva relación de la cantante con el actor puertorriqueño Osvaldo Ríos.  Shakira expresa en la letra la tristeza que siente tras una relación rota. «Mis días sin ti son tan oscuros, tan largos, tan grises, mis días sin ti», canta.  En la siguiente canción, «No Creo», la cantante expresa que no cree en nada ni en nadie excepto en su amante. La canción hace referencia a normas populares socialmente aceptadas o no aceptadas, como ella misma, la suerte, Karl Marx, Jean-Paul Sartre, Venus y Marte, y Brian Weiss. La quinta canción es «Inevitable». En la letra de esta balada hard rock, Shakira confiesa que no sabe preparar café, que no entiende de fútbol, que debe de haber sido infiel en algún momento y que nunca lleva reloj.  La siguiente canción, «Octavo Día», es una canción de estilo rock que habla de Dios, que llega a la Tierra tras terminar su trabajo y descubre que todo está en ruinas, por lo que decide dejar su trabajo y convertirse en un hombre normal. También menciona a Bill Clinton y Michael Jackson.
La séptima canción, «Que Vuelvas», es otra canción inspirada en su relación con Ríos. Musicalmente, se comparó con el sencillo anterior de Shakira, «Estoy Aquí» (1996).  La siguiente canción, «Tú», expresa en su letra la dulzura del amor, con Shakira cantando: «Porque eres tú mi sol, la fe con que vivo» y «nunca podré vivir sin ti». La novena canción es «¿Dónde están los ladrones?», una canción con guitarra que critica la realidad política y social de los países sudamericanos en el momento del lanzamiento del álbum. Ella canta: «Los han visto por ahí, los han visto en los tejados, dando vueltas en París, condenando en los juzgados. Con la nariz empolvada, de corbata o de blue jeans, los has visto en las portadas todas, sin más nada que decir». Finalmente, ella sentencia a la aristocracia cantando: «Los han visto en los cócteles todos repartiendo ministerios».  La siguiente canción «Sombra de ti». Durante la canción, Shakira recuerda un amor pasado y canta: «Todas las palabras que dijimos, y los besos que nos dimos, como siempre, hoy estoy pensando en ti». La canción que cierra el álbum, «Ojos Así», está acompañada por un ritmo «Lambadalike Medio Oriente». Con un verso en árabe, Shakira lamenta en la letra que, a pesar de haber viajado desde Baréin a Beirut, nunca ha encontrado unos ojos como los de su amante.

## Sencillos
Se extrajeron seis sencillos musicales entre 1998 y 1999, pero el álbum cuenta con la particularidad de que casi todas sus canciones tuvieron rotación en las radios latinoamericanas y se hicieron conocidas al público general. El primero fue «Ciega, sordomuda» y se publicó el 13 de julio de 1998. Fue escrito por Shakira y Estefano; musicalmente es una canción de pop latino, con influencias en mariachis, y una letra que expresa lo torpe que se siente una cuando la persona amada está cerca. Fue un enorme éxito comercial: llegó al puesto número 1 en catorce países hispanoparlantes y alcanzó el primer lugar de la lista Hot Latin Songs de Billboard en Estados Unidos (el primer sencillo de Shakira en lograrlo), y permaneció tres semanas consecutivas en dicho puesto, además de llegar también al primer lugar de la Latin Pop Songs (lista que también encabezó durante tres semanas). «Ciega, sordomuda» fue ubicada en el séptimo puesto de las «100 mejores canciones latinas de la década de los 90» de VH1. 
El segundo sencillo fue «Tú», que al igual que su predecesor encabezó las listas musicales para el público latino de Billboard y de nueve países de habla hispana. A diferencia de «Ciega, sordomuda», «Tú» es una balada melancólica sobre el amor y la entrega. Le siguió «Inevitable», una balada-rock que se convirtió en una de las canciones de signatura de Shakira. Fue muy exitosa en Latinoamérica y logró los puestos tres y dos en Latin Songs y Latin Pop Songs respectivamente. Tuvo especial repercusión por el contrato publicitario que firmó Shakira con Pepsi, que utilizó esta canción en sus spots. «No creo», escrita por Luis Fernando Ochoa y Shakira, fue el cuarto sencillo. Continuando con la temática amorosa, en la letra Shakira expresa que no cree en nada salvo en el verdadero amor. El videoclip fue objeto de polémica por el uso de referencias políticas y culturales y el sencillo tuvo un éxito más moderado que sus antecesores.
El quinto sencillo fue la canción de pop latino con influencias de world music y ritmos del Medio Oriente «Ojos así», escrita por Shakira, Javier Garza y Pablo Flores. Obtuvo gran repercusión internacional (llegando al número 1 en una veintena de países y al top 40 de varios países más) y ayudó a instalar la imagen de Shakira como bailarina de ritmos orientales. Recibió un Grammy Latino a «mejor interpretación pop femenina». El último sencillo del álbum fue «Moscas en la casa» ingresó a las posiciones veinticinco y diez de Latin Songs y Latin Pop Songs respectivamente.

## Recepción crítica
¿Dónde están los ladrones? recibió elogios de la crítica musical. Alex Henderson, de AllMusic, le otorgó al álbum cinco estrellas de cinco, afirmando que era «posiblemente el mejor y más esencial álbum que grabó en la década de 1990» y también señaló que, además de sus letras, el álbum impresionaría incluso a los oyentes que no hablan español por sus «melodías atractivas y la emoción que la artista transmite en sus canciones». Terminó su reseña diciendo: «Si vas a comprar tu primer álbum de Shakira, esta sería la elección ideal».  La revista Billboard también se mostró positiva y lo calificó como «un conjunto de ideas afines rebosante de testimonios melancólicos y amorosos con un sonido pop/rock mainstream salpicado ocasionalmente con guitarras atrevidas e interludios vocales», y eligió la canción «Ojos Así» como la pista «más satisfactoria» del álbum.  Christopher John Farley, en su reseña positiva para la revista Time, afirmó que el revuelo en torno a Shakira estaba justificado. «En su último CD, combina el pop latino con el rock n' roll con un efecto emocionante. Incluso cuando su música se vuelve más fuerte, la vibrante voz de contralto de Shakira sigue siendo dulce y expresiva. [...] Perderse esta colección sería, como mínimo, una falta leve», concluyó. Mark Kemp, en su reseña del libro The New Rolling Stone Album Guide, dijo que el álbum exploraba un territorio familiar en la música de Shakira, pero que «se mantiene unido gracias a canciones más potentes, un sonido más contundente y una voz más segura». Terminó su reseña diciendo que era «difícil imaginar que una cantante de apenas veinte años hubiera escrito y grabado un conjunto de canciones tan creativas», al tiempo que elogiaba la producción de Estefan, calificándola de «sorprendentemente elegante e imparcial».
Un crítico de MTV dijo que «la innovadora del pop latino Shakira representa el tipo de eventualidad para la que Alanis Morissette, Bob Dylan y Beck son todos precedentes», pero también señaló que «Aquellos que esperen recreaciones educadas de los estilos latinos del pasado se sentirán profundamente decepcionados, pero los oyentes para quienes el crossover es la norma encontrarán una gran satisfacción en Donde Están los Ladrones, independientemente de si entienden o no la letra». Leila Cobo Hanlon, del Miami Herald se mostró positiva y afirmó que el álbum «conserva el sonido característico de Shakira —melodías pop con toques roqueros acompañadas de guitarras acústicas— así como su enfoque profundamente personal a la hora de componer música», pero también señaló que «irónicamente, los únicos fallos del álbum se producen cuando se compara demasiado con su predecesor». El sitio web Sputnikmusic publicó una reseña positiva en la que afirmaba que «¿Dónde Están Los Ladrones? es la joya de la discografía de Shakira y uno de los mejores álbumes de pop español de la última década», aunque criticaba su «ligera falta de variedad». Franz Reynold, de la revista Latin Beat Magazine, señaló que «aunque muchos de los temas de esta colección están destinados a entrar en las listas de éxitos, eso se debe más al hecho de que no se aleja demasiado de la fórmula anterior que a la esperanza de que el éxito le proporcione margen para expandirse», pero elogió temas como «Inevitable» y «Tú».  Rubens Herbst, del periódico brasileño A Notícia, hizo una crítica mixta, escribiendo que el álbum era «homogéneo, bien producido y lleno de éxitos potenciales», pero «vacío y olvidable, como todo el pop FM, y el hecho de cantar en español no aleja a Shakira de esa etiqueta». En julio de 2017, el álbum ocupó el puesto número 95 en la lista de los 150 mejores álbumes femeninos de todos los tiempos de la National Public Radio.

### Listas
| Publicación              | Lista                                                 | Posición | Ref.   |
| ------------------------ | ----------------------------------------------------- | -------- | ------ |
| Los 600 de Latinoamérica | 600 discos 1920-2022                                  | 10       | [ 29 ] |
| Rolling Stone            | Las 100 mejores portadas de álbumes todos los tiempos | 82       | [ 30 ] |
| Rolling Stone            | Los 500 mejores álbumes de todos los tiempos          | 496      | [ 31 ] |

### Reconocimientos
En la 41.ª edición de los Premios Grammy de 1999, ¿Dónde están los ladrones? recibió una nominación a mejor interpretación de rock latino/alternativo, que recayó en Sueños líquidos de Maná. En la XI edición de los Premios Lo Nuestro de ese mismo año, el disco ganó la categoría álbum pop del año en empate con Sueños líquidos. En los Premios Billboard de la Música Latina de 1999, ganó el premio al Álbum Pop del Año por una Artista Femenina, y El Premio de la Gente a la Artista o Grupo Pop Femenino en los Premios Ritmo Latino de la Música ese mismo año. ¿Dónde están los ladrones? ganó en la categoría de Mejor Álbum Pop de una Artista Femenina en los Premios Globo de 1999. El disco fue reconocido como Álbum Latino del Año en los Premios Gardel de 2000. En la edición actualizada de los 500 mejores álbumes de todos los tiempos, publicada en 2020 por la revista estadounidense Rolling Stone, el álbum ocupó el puesto 496 y se describe como un «magnífico conjunto de dance-rock trotamundos, que mezcla sonidos de Colombia, México y el Líbano natal de su padre».

## Promoción
La promoción de ¿Dónde están los ladrones? comenzó cuando Shakira interpretó el sencillo principal «Ciega, sordomuda» en el programa Con T de Tarde en España, en septiembre de 1998. En octubre, viajó a Brasil y apareció en muchos programas de televisión, incluidos Domingo Legal en SBT, en el que apareció dos veces. El 28 de enero de 1999, hizo su debut en la televisión estadounidense al aparecer en The Rosie O'Donnell Show. Gloria Estefan presentó y entrevistó a la cantante en lugar de O'Donnell, antes de que interpretara una versión en inglés de «Inevitable», que cantó mientras sufría fiebre debido al nerviosismo. En febrero de 1999, viajó a Perú para presentarse en el programa de televisión Laura. Shakira también cantó «Inevitable» en un popurrí con «Come to My Window» con la cantante Melissa Etheridge en los Premios ALMA el 6 de marzo de 1999. Durante una gira promocional, regresó a Brasil en marzo de 1999 y actuó en varios programas de televisión como Domingão do Faustão. En mayo, regresó a Estados Unidos para presentarse en el Premio Lo Nuestro de 1999 en Miami, y en el Festival del Cinco de Mayo en Los Ángeles. En noviembre, cantó en los Premios Amigo en España, mientras que también actuó en la elección de Miss Colombia 1999, clausurando el evento. Shakira interpretó «Ojos así» en la primera edición de los Premios Grammy Latinos el 13 de septiembre de 2000, ofreciendo una actuación coreografiada «salvajemente» con un fondo de antorchas tiki e imágenes de agua mientras se retorcía con un traje pantalón rojo.
Para promocionar el álbum y el álbum en vivo MTV Unplugged, Shakira emprendió el Tour Anfibio, que comenzó el 17 de marzo de 2000 en Ciudad de Panamá y finalizó el 12 de mayo de 2000 en Buenos Aires. Fue patrocinada por Nokia. Shakira eligió el nombre "anfibio" por su parecido con ella: terrenal, visceralmente conectada con el elemento agua, capaz de adaptarse y dispuesta a la metamorfosis. Shakira dijo sobre el nombre de la gira: "Tendrán que descubrirlo. Es una invitación para que vean el espectáculo y lo descubran. No tiene nada que ver con presentaciones pasadas. Verán una Shakira evolucionada y renovada. Es un espectáculo de muchas transformaciones que evitará que el público se aburra". El repertorio de la gira consistió en canciones de sus discos Pies Descalzos y Dónde Están los Ladrones? Además, incluyó una canción a capela, "Alfonsina y el Mar", originalmente de la cantante folclórica argentina Mercedes Sosa. Las críticas a la gira incluyeron los altos precios de las entradas, la sobreventa de entradas en Guatemala, que según la prensa podría haber causado una tragedia, y los largos retrasos al inicio del espectáculo. Su corta duración y la acusación de usar música pregrabada en Puerto Rico. A pesar de las críticas, la gira fue un éxito financiero, lo que le valió a Shakira un puesto en la lista de las 50 Mejores Giras publicada en el verano de 2000 por la revista Pollstar.

## Legado
Según el periodista musical Sebastián Peña, de la revista Shock, el disco pretendía superar el éxito, la calidad y la atención que Shakira había logrado con su anterior álbum, algo que sin duda consiguió. Agregó que Shakira se atrevió a hacer algo que muy pocos artistas de esa época habían hecho por miedo a no sonar en la radio, diciendo muchas cosas, criticando a los corruptos y a los que viven su vida superficialmente, logrando en varias palabras ser revolucionaria para esa década. En ese entonces, cuando una nueva corriente de artistas latinos despegaba como Carolina Sabino, ninguno logró trascender con una base de fanes bien establecida, algo que Shakira sí logró. A la cantante también se le atribuyó el mérito de abrir nuevas puertas a las mujeres en la industria y demostró a la gente que podía convertirse en una "superheroína" para hombres y mujeres, a pesar de que las artistas femeninas siempre las tenían en un segundo plano. Fue vista por los medios como la Alanis Morissette latina debido a su similitud en su forma de expresarse y su propuesta visual, y gracias a este álbum Shakira consiguió dar mayor fuerza y visibilidad al bum femenino internacional de finales del primer milenio. El álbum llevó a Shakira a ser apodada por la revista Time como "La princesa del rock" y a ser calificada como "La artista colombiana del milenio" en su país.
Según el libro de Ximena Diego Shakira: Mujer Llena de Gracia, el estilo de Shakira en su álbum y más específicamente el video "Ciega, Sordomuda" se convirtió en tendencia en varias jóvenes de la época; varias adolescentes imitaban el atuendo y accesorios que la cantante utilizaba durante la época, miles de cartas le llegaban de sus aficionados, su música sonaba en diferentes juguetes infantiles alrededor del país incluso sentando las bases para llevar la música latina a culturas totalmente extranjeras como Europa y Asia. Rolling Stone atribuye a Shakira la redefinición de la música latina con sus dos primeros álbumes, siendo ¿Dónde están los ladrones?  el álbum que cambió las reglas del rock en español, sentando las bases para futuros roqueros latinos también la introdujo al público estadounidense y la convirtió en un nombre familiar en el rock latino. Según la misma revista, artistas femeninas como Francisca Valenzuela y Jessie Reyez explicaron en entrevistas sobre las letras de amor y desamor que, en sus palabras, este álbum inspiró a toda una generación de mujeres a escribir sus propias canciones sin "pedir perdón". También fue considerado el álbum más influyente entre las mujeres y la comunidad LGBT según una encuesta.
¿Dónde están los ladrones? es considerada un referente para toda una generación de jóvenes artistas latinos. Sebastián Yatra, Francisca Valenzuela y Camilo la han citado como punto de inspiración para sus trabajos musicales. En 2020, fue seleccionado como uno de los 500 mejores álbumes de todos los tiempos por Rolling Stone, siendo uno de los pocos latinos y el único rock en español en la lista. En julio de 2017, el álbum se situó en el número 95 de la lista de los 150 mejores álbumes femeninos de todos los tiempos de la National Public Radio. ¿Dónde están los ladrones? fue incluido como una de las "1000 grabaciones que debes escuchar antes de morir" por Sony Music.

## Versión en inglés
El éxito de ¿Dónde están los ladrones? llevó a la cantante cubana Gloria Estefan, a convencer a Shakira para grabar el álbum en inglés e intentar hacer un crossover en la industria pop convencional. Sin embargo, Shakira dudó en un principio en grabar canciones en inglés al no ser su lengua materna, por lo que se ofreció a traducir "Ojos Así" al inglés para demostrarle que "se podía traducir bien". Shakira comenzó entonces a traducir la canción ella misma y se la enseñó a Gloria Estefan, y le decía: "Sinceramente, ¡no puedo hacerlo mejor!" Como Shakira quería tener un control total sobre sus grabaciones, decidió aprender inglés para poder escribir sus propias canciones. Se suponía que volvería al estudio para grabar una versión en inglés del álbum en enero de 1999. No llegó a buen puerto, y en su lugar se publicó un nuevo álbum titulado Laundry Service como su primer álbum crossover.

## Rendimiento comercial
¿Dónde están los ladrones? vendió 300 000 copias el día de su lanzamiento y más de un millón de copias al final de su primer mes en el mercado.  En la lista estadounidense «Billboard» 200, el álbum debutó en el número 141 en la semana del 17 de octubre de 1998, con 10 500 unidades vendidas, un 75 % más que la semana anterior, en la que no vendió lo suficiente como para debutar en la lista. La semana siguiente subió hasta su máximo, el número 131, tras un aumento del 10 % en las ventas. Además, alcanzó el número uno en Top Latin Albums, Latin Pop Albums, y el número 30 en las listas de Catalog Albums. En diciembre de 1998, se reveló que el álbum había alcanzado las 500 000 copias vendidas en Estados Unidos y 1.5 millones en todo el mundo. Fue certificado como disco de platino por la Recording Industry Association of America (RIAA), que reconoció un millón de envíos dentro del país. Para octubre de 2017, el álbum vendió más de 920 000 copias en los Estados Unidos, lo que lo convirtió en el noveno álbum latino más vendido en el país según Nielsen SoundScan.
En toda Europa, ¿Dónde están los ladrones? apareció en los puestos más bajos de las listas de éxitos musicales. En Alemania, el álbum entró en la lista de álbumes Offizielle Top 100 en el número 99 en la edición del 11 de febrero de 2002.  Finalmente alcanzó el puesto número 79 semanas más tarde, pasando un total de nueve semanas en la lista. En los Países Bajos, el álbum tuvo un debut similar, en el número 99 el 20 de abril de 2002, cayendo fuera de la lista la semana siguiente. Dos meses más tarde, volvió a las listas en el número 88. Tras salir de las listas una vez más, el álbum volvió al número 88 el 17 de agosto de 2002 y alcanzó el número 78 la semana siguiente. ¿Dónde están los ladrones? debutó en el número 89 en marzo de 2002 y alcanzó el número 73 a finales de abril. El álbum permaneció cinco semanas en la lista en total.
En los países hispanohablantes, el álbum fue un éxito. En la Colombia natal de Shakira, fue certificado triple platino por la Asociación Colombiana de Productores de Fonogramas (ASINCOL) después de vender 180.000 copias dentro del país. El álbum también fue certificado triple platino en Chile y Venezuela, doble platino en México y Uruguay, cuádruple platino en Argentina, y platino en España. Dónde están los ladrones? vendió más de 4 millones de copias en todo el mundo.

## Lista de canciones
- Edición estándar

| ¿Dónde están los ladrones? |                              |                               |                                       |          |  |
| N.º                        | Título                       | Escritor(es)                  | Productor(es)                         | Duración |  |
| 1.                         | «Ciega, sordomuda»           | Shakira · Estéfano            | Shakira                               | 4:28     |  |
| 2.                         | «Si te vas»                  | Shakira · Luis Fernando Ochoa | Shakira · Ochoa                       | 3:30     |  |
| 3.                         | «Moscas en la casa»          | Shakira                       | Shakira                               | 3:32     |  |
| 4.                         | «No creo»                    | Shakira · Ochoa               | Shakira                               | 3:53     |  |
| 5.                         | «Inevitable»                 | Shakira                       | Shakira                               | 3:13     |  |
| 6.                         | «Octavo día»                 | Shakira                       | Shakira · Léster Méndez               | 4:32     |  |
| 7.                         | «Que vuelvas»                | Shakira                       | Shakira · Méndez                      | 3:51     |  |
| 8.                         | «Tú»                         | Shakira                       | Shakira · Emilio Estefan Jr.          | 3:35     |  |
| 9.                         | «¿Dónde están los ladrones?» | Shakira · Ochoa               | Shakira · Ochoa                       | 3:14     |  |
| 10.                        | «Sombra de ti»               | Shakira                       | Shakira · Ochoa                       | 3:35     |  |
| 11.                        | «Ojos así»                   | Shakira · Ochoa               | Shakira · Pablo Flores · Javier Garza | 3:57     |  |
| 41:07                      |                              |                               |                                       |          |  |

| Edición para Japón |                                  |                  |          |  |
| N.º                | Título                           | Escritor(es)     | Duración |  |
| 12.                | «Ciega, sordomuda» (12'full mix) | Shakira, Salgado | 10:52    |  |
| 13.                | «Ciega, sordomuda» (Radio edit)  | Shakira, Salgado | 4:37     |  |

| Reedición para Alemania |                             |                        |          |  |
| N.º                     | Título                      | Escritor(es)           | Duración |  |
| 12.                     | «Estoy aquí»                | Shakira, Ochoa         | 3:44     |  |
| 13.                     | «Ojos así» (Single Version) | Shakira, Flores, Garza | 3:56     |  |

| Reedición para Indonesia |                                 |                |          |  |
| N.º                      | Título                          | Escritor(es)   | Duración |  |
| 12.                      | «Estoy aquí» (Álbum versión)    | Shakira, Ochoa | 3:44     |  |
| 13.                      | «Estoy aquí» (Love + Tears Mix) | Shakira, Ochoa | 5:07     |  |
| 14.                      | «Estoy aquí» (Club Mix)         | Shakira, Ochoa | 9:04     |  |

## Créditos y personal
Créditos adaptados de las notas del álbum ¿Dónde están los ladrones?
- Shakira: productora, compositora, voz, armónica
- Emilio Estefan Jr.: productor ejecutivo
- Javier Garza: productor, ingeniero, mezclador, programador
- Luis Fernando Ochoa: productor, compositor, guitarra, bajo
- Lester Méndez: productor, arreglos de cuerdas, programación, teclados
- Pablo Flores: productor, programador
- Sebastian Krys: ingeniero, mezclador
- Steve Meneze: ingeniero asistente
- Alfred Figueroa: ingeniero asistente
- Kieran Wagner: ingeniero asistente
- Chris Wiggins: ingeniero asistente
- Bob Ludwig: masterización
- Kevin Dillon: coordinador
- Wendy Pedersen: Coros
- Adam Zimmon: guitarra
- Marcelo Acevedo: guitarra
- Randy Barlow: acordeón
- Teddy Mulet: trompeta
- Brendan Buckley: batería
- Edwin Bonilla: percusión
- Ric Fierabracci: bajo eléctrico
- John Falcone: bajo eléctrico

## Posicionamiento en listas
| País (Lista 1998-2000)                        | Posición más alta |
| --------------------------------------------- | ----------------- |
| Argentina (CAPIF)                             | 1                 |
| Alemania (Media Control Charts)               | 79                |
| Países Bajos (Album Top 100)                  | 78                |
| España (Productores de Música de España)      | 22                |
| Suiza (Schweizer Hitparade)                   | 73                |
| Estados Unidos (Billboard 200)                | 131               |
| Estados Unidos Catalog Albums (Billboard)     | 30                |
| Estados Unidos Heatseekers Albums (Billboard) | 2                 |
| Estados Unidos Top Latin Albums (Billboard)   | 1                 |
| Estados Unidos Latin Pop Albums (Billboard)   | 1                 |

| País           | Listado (1998)   | Posición |
| -------------- | ---------------- | -------- |
| Estados Unidos | Top Latin Albums | 18       |
| Estados Unidos | Latin Pop Albums | 8        |
| País           | Listado (1999)   | Posición |
| Estados Unidos | Top Latin Albums | 5        |
| Estados Unidos | Latin Pop Albums | 4        |

## Certificaciones
| Territorio (Certificador) | Certificación | Ventas certificadas | Simbolización | Ref.    |
| ------------------------- | ------------- | ------------------- | ------------- | ------- |
| Argentina (CAPIF)         | 4× platino    | 365 000             | 4× ▲          | [ 86 ]  |
| Chile (IFPI)              | 11× platino   | 80 000              | 11× ▲         | [ 81 ]  |
| España (PROMUSICAE)       | Platino       | 100 000             | ▲             | [ 99 ]  |
| Estados Unidos (RIAA)     | Platino       | 1 000,000           | ▲             | [ 101 ] |
| México (AMPROFON)         | 2× platino    | 500 000             | 2× ▲          | [ 102 ] |
| Uruguay (CUD)             | 2× platino    | 12 000              | 2× ▲          | [ 103 ] |
| Venezuela (AVINPRO)       | 3× platino    | 159 351             | 3× ▲          | [ 83 ]  |

## Premios y nominaciones
Premios y nominaciones obtenidos por ¿Dónde están los ladrones? y sus sencillos.
| Año  | Ceremonia de premios      | Trabajado nominado         | Categoría                               | Resultado | Ref.    |
| ---- | ------------------------- | -------------------------- | --------------------------------------- | --------- | ------- |
| 1999 | Premios Lo Nuestro        | ¿Dónde están los ladrones? | Álbum pop del año                       | Ganador   | [ 105 ] |
| 1999 | Premios Lo Nuestro        | «Ciega, sordomuda»         | Canción pop del año                     | Nominado  | [ 105 ] |
| 1999 | Premios Lo Nuestro        | «Ciega, sordomuda»         | Vídeo del año                           | Nominado  | [ 105 ] |
| 1999 | Ritmo Latino Music Awards | ¿Dónde están los ladrones? | Álbum femenino internacional            | Ganador   | [ 106 ] |
| 1999 | Premios Grammy            | ¿Dónde están los ladrones? | Mejor álbum de rock latino/alternativo  | Nominado  | [ 107 ] |
| 2000 | BMI Music Awards          | «Ciega, sordomuda»         | Canción ganadora                        | Ganador   | [ 108 ] |
| 2000 | BMI Music Awards          | «Tú»                       | Canción ganadora                        | Ganador   | [ 108 ] |
| 2000 | BMI Music Awards          | «Inevitable»               | Canción ganadora                        | Ganador   | [ 108 ] |
| 2000 | MTV Video Music Awards    | «Ojos así»                 | Mejor interpretación vocal pop femenina | Ganador   |         |
| 2000 | MTV Video Music Awards    | «Ojos así»                 | Mejor vídeo musical en formato corto    | Nominado  |         |
| 2000 | MTV Video Music Awards    | «Ojos así»                 | International Viewer's Choice (Norte)   | Ganador   |         |
| 2000 | MTV Video Music Awards    | «Ojos así»                 | International Viewer's Choice (Sur)     | Nominado  |         |
| 2000 | Premios Gardel            | ¿Dónde están los ladrones? | Álbum latino del año                    | Ganador   | [ 109 ] |
| 2000 | Premios Gardel            | ¿Dónde están los ladrones? | Artista femenina latina                 | Ganador   | [ 109 ] |
| 2001 | BMI Music Awards          | «No creo»                  | Canción ganadora                        | Ganador   |         |
| 2002 | BMI Music Awards          | «Ojos así»                 | Canción ganadora                        | [ 110 ]   |         |

## Historial de lanzamientos
| Año  | Tipo       | Región         | Sello discográfico | Ref.    |
| ---- | ---------- | -------------- | ------------------ | ------- |
| 1998 | CD         | Argentina      | Sony Music         | [ 111 ] |
| 1998 | CD         | Colombia       | Columbia           | [ 112 ] |
| 1998 | CD         | México         | Columbia           | [ 113 ] |
| 1998 | CD         | Estados Unidos | Sony Music Latin   | [ 114 ] |
| 1998 | CD, casete | España         | Columbia           | [ 115 ] |
| 1999 | CD         | Alemania       | Epic               | [ 116 ] |
| 2005 | CD         | Estados Unidos | Epic               | [ 117 ] |